# Цебров, Владимир Иванович
Владимир Иванович Цебров (1956) — российский архитектор, главный архитектор Таганрога (с 2012 по 2013 год).

## Биография
В 1984 году окончил Ростовский инженерно-строительный институт (специальность «Архитектура»). С 2007 по 2010 год работал главным специалистом отдела контроля за градостроительной деятельностью органов местного самоуправления министерства территориального развития, архитектуры и градостроительства Ростовской области. С 2010 по 2012 год работал главным архитектором — начальником Управления архитектуры и градостроительства Администрации города Новочеркасска.
В августе 2012 года назначен главным архитектором — председателем комитета по архитектуре и градостроительству Таганрога. В сентябре 2013 года оставил эту должность, написав заявление по собственному желанию.

## Инициативы на посту главного архитектора Таганрога
- Одним из самых спорных решений, одобренных Владимиром Цебровым на посту главного архитектора Таганрога в 2013 году, оказалась идея по размещению стелы «Город воинской славы» на месте памятника таганрогским подпольщикам «Клятва юности»[4][5][6]. Эта идея вызвала бурное возмущение горожан, протестные пикеты, множественные публикации в прессе  и даже обсуждение в стенах Государственной думы[7][8].